# Адміністративний устрій Кіровського району (АР Крим)
Адміністративний устрій Кіровського району — адміністративно-територіальний поділ Кіровського району АР Крим на 1 міську, 1 селищну і 11 сільських рад, які підпорядковані Кіровській районній раді та об'єднують 41 населений пункт. Адміністративний центр — смт Кіровське.

## Список радКіровського району
| №  | Назва                         | Центр            | Населені пункти                                                                              | Площа км² | Місце за площею | Населення (2001), чол. | Місце за населенням |
| -- | ----------------------------- | ---------------- | -------------------------------------------------------------------------------------------- | --------- | --------------- | ---------------------- | ------------------- |
| 1  | Старокримська міська рада     | м. Старий Крим   | м. Старий Крим                                                                               |           |                 |                        |                     |
| 2  | Кіровська селищна рада        | смт Кіровське    | смт Кіровське                                                                                |           |                 |                        |                     |
| 3  | Абрикосівська сільська рада   | с. Абрикосівка   | с. Абрикосівка c. Бабенкове c. Кринички c. Матросівка                                        |           |                 |                        |                     |
| 4  | Владиславівська сільська рада | с. Владиславівка | с. Владиславівка c-ще Вузлове                                                                |           |                 |                        |                     |
| 5  | Журавська сільська рада       | с. Журавки       | с. Журавки c. Видне c. Маківське c. Новопокровка c. Тутівка                                  |           |                 |                        |                     |
| 6  | Золотополенська сільська рада | с. Золоте Поле   | с. Золоте Поле c. Відродження                                                                |           |                 |                        |                     |
| 7  | Льговська сільська рада       | с. Льговське     | с. Льговське c. Добролюбовка c. Долинне c. Пруди                                             |           |                 |                        |                     |
| 8  | Партизанська сільська рада    | с. Партизани     | с. Партизани c. Спасівка                                                                     |           |                 |                        |                     |
| 9  | Первомайська сільська рада    | с. Первомайське  | с. Первомайське c. Відважне c. Жемчужина Криму c. Ізобільне c. Ізюмівка c. Ключове c. Садове |           |                 |                        |                     |
| 10 | Привітненська сільська рада   | с. Привітне      | с. Привітне c. Айвазовське                                                                   |           |                 |                        |                     |
| 11 | Синицинська сільська рада     | с. Синицине      | с. Синицине c. Василькове c. Краснівка                                                       |           |                 |                        |                     |
| 12 | Токарєвська сільська рада     | с. Токарєве      | с. Токарєве c. Шубине                                                                        |           |                 |                        |                     |
| 13 | Яркополенська сільська рада   | с. Ярке Поле     | с. Ярке Поле c. Красносільське c. Новофедорівка c. Оріхівка c. Софіївка c. Трудолюбівка      |           |                 |                        |                     |

* Примітки: м. — місто, с-ще — селище, смт — селище міського типу, с. — село